# Artik & Asti
Artik & Asti (Артик и Асти) је украјинско-руско поп дуо, основано 2010. године од стране продуцента и извођача Артема Умрихина. Група укључује Artik (Артем Умрихин) и Seville (Севиљ Велијева). До 2021. дуо је укључивао Анна Дзиуба, која је 2022. започела соло каријеру под псеудонимом Ана Асти.
Дуо је више пута постао лауреати престижних награда као што су RU.TV, Муз ТВ, Златни грамофон, Песма године и други.

## Дискографија

### Студијски албуми
- (2013)
- (2015)
- (2017)
- (2021)

### Концертни албуми
- (2018)

### ЕПови
- (2019)
- (2020)
- (2024)